# Мюлльгайм
Мюлльгайм (нім. Müllheim) — місто в Німеччині, знаходиться в землі Баден-Вюртемберг. Підпорядковується адміністративному округу Фрайбург. Входить до складу району Брайсгау-Верхній Шварцвальд.
Площа — 57,91 км2. Населення становить 19 119 ос. (станом на 31 грудня 2020).